# Wasserthaleben
Wasserthaleben település Németországban, azon belül Türingiában. Lakosainak száma 371 fő (2023. december 31.).

## Népesség
A település népességének változása:
| Lakosok száma | 398  | 400  | 385  | 374  | 371  |
|               | 2017 | 2019 | 2021 | 2022 | 2023 |